# Nouveau Parti bleu de l'Ontario
 (octobre 2021).
La mise en forme du texte ne suit pas les recommandations de Wikipédia : il faut le « wikifier ».
Les points d'amélioration suivants sont les cas les plus fréquents. Le détail des points à revoir est peut-être précisé sur la page de discussion.
- Les titres sont pré-formatés par le logiciel. Ils ne sont ni en capitales, ni en gras.
- Le texte ne doit pas être écrit en capitales (les noms de famille non plus), ni en gras, ni en italique, ni en « petit »…
- Le gras n'est utilisé que pour surligner le titre de l'article dans l'introduction, une seule fois.
- L'italique est rarement utilisé : mots en langue étrangère, titres d'œuvres, noms de bateaux, etc.
- Les citations ne sont pas en italique mais en corps de texte normal. Elles sont entourées par des guillemets français : « et ».
- Les listes à puces sont à éviter, des paragraphes rédigés étant largement préférés. Les tableaux sont à réserver à la présentation de données structurées (résultats, etc.).
- Les appels de note de bas de page (petits chiffres en exposant, introduits par l'outil «  Source ») sont à placer entre la fin de phrase et le point final[comme ça].
- Les liens internes (vers d'autres articles de Wikipédia) sont à choisir avec parcimonie. Créez des liens vers des articles approfondissant le sujet. Les termes génériques sans rapport avec le sujet sont à éviter, ainsi que les répétitions de liens vers un même terme.
- Les liens externes sont à placer uniquement dans une section « Liens externes », à la fin de l'article. Ces liens sont à choisir avec parcimonie suivant les règles définies. Si un lien sert de source à l'article, son insertion dans le texte est à faire par les notes de bas de page.
- La présentation des références doit suivre les conventions bibliographiques. Il est recommandé d'utiliser les modèles {{Ouvrage}}, {{Chapitre}}, {{Article}}, {{Lien web}} et/ou {{Bibliographie}}. Le mode d'édition visuel peut mettre en forme automatiquement les références.
- Insérer une infobox (cadre d'informations à droite) n'est pas obligatoire pour parachever la mise en page.

Pour une aide détaillée, merci de consulter Aide:Wikification.
Si vous pensez que ces points ont été résolus, vous pouvez retirer ce bandeau et améliorer la mise en forme d'un autre article.
Le Nouveau Parti bleu de l'Ontario (abr. Nouveau Bleu ; (En anglais: New Blue Party of Ontario) est un parti politique de centre droit de la province canadienne de l'Ontario. Fondé en 2020, le parti est dirigé par Jim Karahalios, le mari de Belinda Karahalios, la première députée du parti.

## Histoire

### Avant la formation du parti
Vers la fin de l'an 2017, Jim Karahalios, un avocat d'entreprise, a été poursuivi par le Parti progressiste-conservateur de l'Ontario en représailles à la fondation par Karahalios du groupe d'activistes « Axe The Carbon Tax » (en français: Abolir la taxe carbone) (s'opposant à la position du parti en faveur de la taxe carbone)  et « Take Back Our PC Party » (en français: Reprenons Notre Parti PC) (contestant l'acceptation par le parti de candidatures qui ont eu des allégations de fraude électorale). Karahalios a remporté le procès lorsque le juge de la Cour supérieure de l'Ontario, Paul Perell a rendu un verdict contre le parti PC jugeant que le procès était un « procès stratégique contre la participation du public » destiné à arrêter la dissidence.

Le 1er mars 2018, Karahalios a reçu des excuses officielles du chef par intérim du parti PC , Vic Fedeli . Robert Benzie, journalisme à Queen's Park pour le Toronto Star, a décrit Karahalios comme suit :
Karahalios a contribué à exposer des problèmes lors des élections de nomination des candidats conservateurs, le processus d'élaboration de politiques et d'autres abus à l'intérieur du parti . . . Karahalios, un avocat d'entreprise de Cambridge, est devenu une conscience du parti PC. Sa lutte contre l'adoption par Brown d'une taxe carbone a été approuvée par tous les candidats dans la course à la chefferie du parti PC du 10 mars.
Neuf jours plus tard, le 10 mars 2018, Doug Ford a été élu chef du Parti progressiste-conservateur de l'Ontario. Sa plateforme de campagne et celles des trois autres candidats en lice reprenaient les thèmes des campagnes « Axe The Carbon Tax » et « Take Back Our PC Party » de Karahalios,,.
Après l'élection de Doug Ford à la tête du Parti PC de l'Ontario, Belinda Karahalios s'est présentée pour représenter le Parti progressiste-conservateur dans la circonscription de Cambridge. Elle a remporté cette nomination en un peu plus de deux semaines et lors des élections ontariennes de 2018, elle a été élue députée provinciale de la circonscription de Cambridge en tant que candidate progressiste-conservatrice.
En novembre 2018, Jim Karahalios s'est présenté à la présidence du Parti progressiste-conservateur de l'Ontario et a ensuite déposé une plainte contre le parti après sa défaite, alléguant que le processus électoral avait été manipulé, que les règles électorales avaient été enfreintes et que certaines personnes avaient voté plusieurs fois pour élire son concurrent, Brian Patterson, qui a été soutenu par Doug Ford.
En 2019, Belinda Karahalios a présenté son premier projet de loi d'initiative parlementaire – le projet de loi 150, Loi de 2019 sur la garantie de la transparence et de l'intégrité dans les élections des partis politiques  Ford a d'abord indiqué que son gouvernement s'opposerait au projet de loi  mais, le projet de loi a finalement été adopté avec le soutien unanime de tous les députés présents à Queen's Park.
En janvier 2020, Jim Karahalios a annoncé qu'il se présenterait aux élections à la direction du Parti conservateur du Canada en 2020. Le 19 mars 2020, Karahalios était le troisième candidat dans la course et devait recueillir les 300 000 $ de dons et les 3 000 signatures d'approbation dont il avait besoin pour que son nom soit ajouté au bulletin de vote. Le 20 mars 2020, le parti a disqualifié Karahalios de la course à la présidence. Le 20 mai 2020, le juge de la Cour supérieure de l'Ontario, Paul Perell a décidé que Karahalios pouvait réintégrer la course. Mais avant que Karahalios ne puisse payer l'amende supplémentaire de 100 000 $ qui lui a été imposée par le comité de direction, le parti a disqualifié Karahalios de la course une deuxième fois.
Deux mois plus tard, le 21 juillet 2020, Belinda Karahalios a été expulsée du caucus progressiste-conservateur par Doug Ford après avoir voté contre le projet de loi 195, la Loi sur la réouverture de l'Ontario (une réponse flexible à la Covid-19), qui étendrait le pouvoir d'urgence du gouvernement pendant la pandémie de Covid-19 . Karahalios a voté contre le projet de loi, le qualifiant de "dépassement inutile de notre démocratie parlementaire",. Un mois plus tard, Belinda Karahalios, son mari Jim et 18 autres membres du Parti PC de l'Ontario ont été retirés du Cambridge PC Riding Association à la suite de la décision de l'exécutif du parti, dirigé par Brian Patterson, en faveur de la « désinscription » de l'association de circonscription avec Élections Ontario.

### Après la formation du parti
Le 12 octobre 2020, Jim et Belinda Karahalios ont publié une vidéo annonçant qu'ils formaient un nouveau parti politique, affirmant que le Parti PC de l'Ontario était irrécupérable. Déclarant qu'il n'y a « aucun parti à l'Assemblée législative de l'Ontario qui défend le contribuable, la petite entreprise, les lieux de culte, la promotion de la liberté, la promotion de la démocratie ou la lutte contre la corruption politique »,.
Le 7 janvier 2021, le Nouveau Parti bleu a été officiellement enregistré par Élections Ontario. Le chef du parti, Jim Karahalios, a déclaré que le parti se concentrerait sur le soutien aux contribuables, aux lieux de culte et aux petites entreprises.

## Résultats électoraux
| Élection | Chef           | Candidats | Votes   | %      | Sièges  |
| -------- | -------------- | --------- | ------- | ------ | ------- |
| 2022     | Jim Karahalios | 123       | 127 180 | 2,72 % | 0 / 124 |
| 2025     | Jim Karahalios | 108       | 80 245  | 1,60 % | 0 / 124 |